# اسلوبودان یووانویچ
اسلوبودان یووانویچ (سیریلیک صربی: Слободан Јовановић؛ ۳ دسامبر ۱۸۶۹ – ۱۲ دسامبر ۱۹۵۸) حقوقدان، تاریخ‌نگار، روزنامه‌نگار، استاد دانشگاه، نویسنده، دیپلمات، سیاستمدار، و وکیل اهل صربستان بود. وی از ۱۱ ژانویه ۱۹۴۲ تا ۲۶ ژوئن ۱۹۴۳ نخست‌وزیر یوگسلاوی بود.
اسلوبودان یووانویچ در ۱۲ دسامبر ۱۹۵۸، در سن ۸۹ سالگی در لندن درگذشت.